# Landkreis Osthavelland

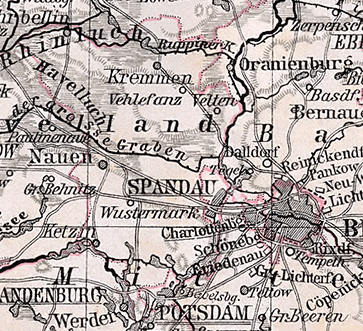
Karta över Landkreis Osthavelland från år 1905.

Landkreis Osthavelland var en Landkreis i provinsen Brandenburg i Preussen som existerade från 1816 till 1952. År 1945 bestod Landkreis Osthavelland av fem städer — Fehrbellin, Ketzin, Kremmen, Nauen och Velten — samt 61 Gemeinden och ett Gutsbezirk.
Området ligger idag sedan 1993 i Landkreis Havelland och Landkreis Oberhavel i förbundslandet Brandenburg i det återförenade Tyskland.